# خورن هوسپیان
خورن گریگوری هوسپیان (ارمنی: Խորեն Գրիգորի Հովսեփյան؛ زادهٔ ۱۸۹۲ - درگذشته ۱۹۳۷) یک، و سیاستمدار اهل ارمنستان بود که از تاریخ تا تاریخ سمت وزیر کار و امور اجتماعی ارمنستان را برعهده داشت.

## زندگی‌نامه
در ۱۸۹۲ به دنیا آمد .  وی در ۱۹۳۷ در سن ۴۵ سالگی درگذشت.